# تريفور رايت
تريفور رايت (بالإنجليزية: Trevor Wright)‏ (و. 1982 – م) هو ممثل، وممثل تلفزيوني، وعارض، من الولايات المتحدة الأمريكية، ولد في بومونا، كاليفورنيا.

## وصلات خارجية
- تريفور رايت على موقع IMDb (الإنجليزية)
- تريفور رايت على موقع ألو سيني (الفرنسية)
- تريفور رايت على موقع أول موفي (الإنجليزية)
- تريفور رايت على موقع قاعدة بيانات الفيلم (الإنجليزية)
- تريفور رايت على موقع كينوبويسك (الروسية)